# Aloysia virgata

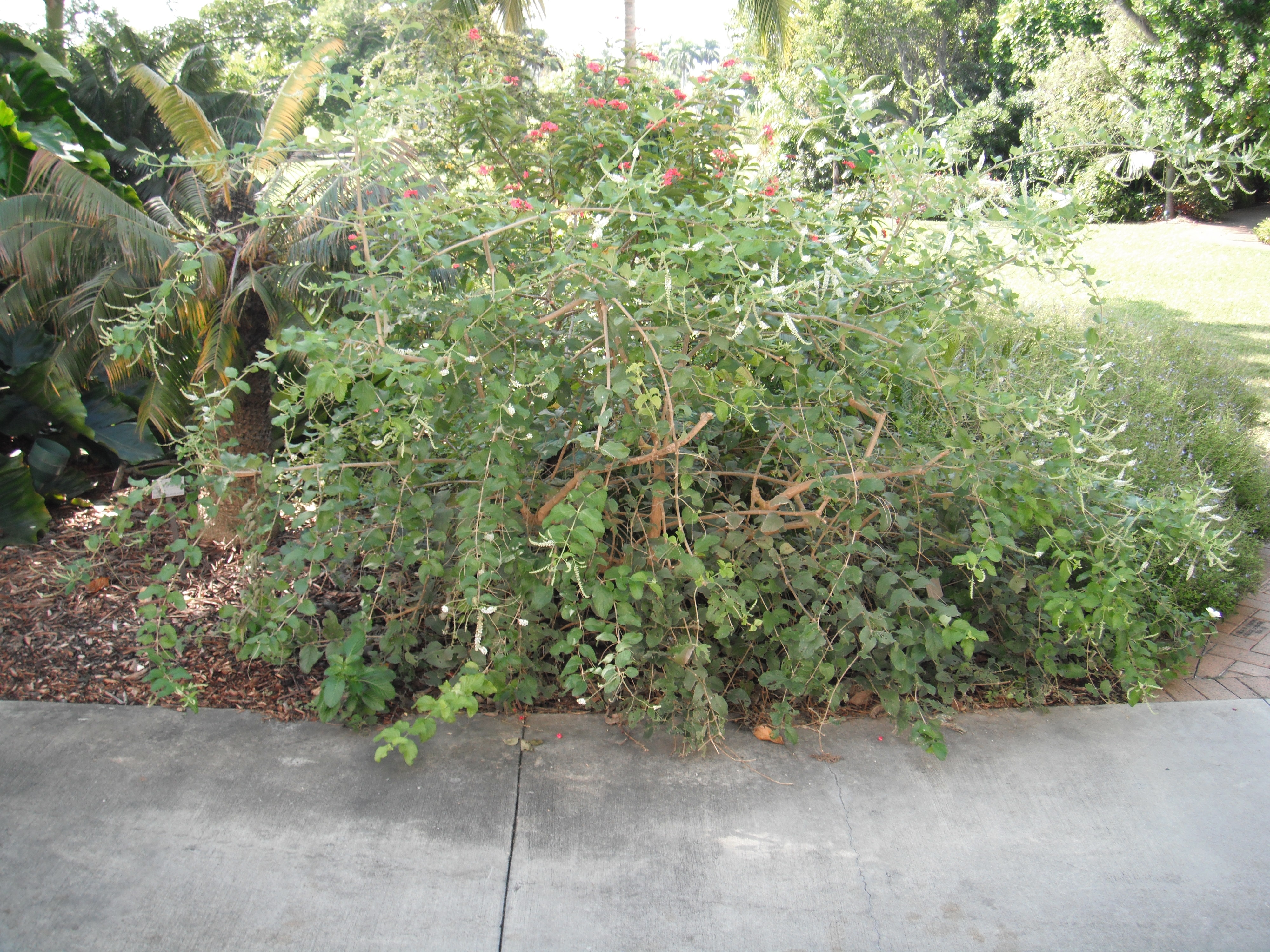

Aloysia virgata é uma espécie botânica pertencente à família Verbenaceae. No Brasil é popularmente chamada lixeira, lixinha, lixa branca, lixa ou erva-cheirosa.
É nativa da região norte da Argentina e do sul do Brasil.

## Descrição
É uma arvoreta que mede até 6 m de altura e seu tronco tem de 15 cm a 25 cm de diâmetro, é bastante ramificada e apresenta galhos a partir de 1 m de altura do solo que se desdobram e formam uma copa ampla e vistosa. A madeira do tronco é dura e usada em caixotaria e artesanatos que não fiquem expostos às intempéries. Por causa de seu caráter ornamental a espécie é indicada para o paisagismo e arborização urbana. A propagação é por sementes que devem ser germinadas sob meia-sombra logo após a coleta. A taxa de germinação é alta e os primeiros brotos surgem em menos de um mês..Propagação também se dá por estaquia.
O grande atrativo da espécie é aflorada que ocorre com as primeiras chuvas da primavera e deixa a copa completamente branca. Pequenas, melíferas e perfumadas, as flores surgem em cachos compridos nas partes terminais dos ramos quando a árvore está praticamente caduca.
Após a florada, as folhas voltam a brotar. As folhas são coriáceas, duras e ásperas, medem de 8 cm a 13 cm de comprimento por 5 cm a 7 cm de largura, são simples, ríspidas, serrilhadas nas bordas e apresentam a ponta acuminada. As folhas exalam aroma ao serem maceradas e são um dos ingredientes de óleos essenciais utilizados pelas indústrias de cosméticos e alimentícia.